# Forêt nationale de Winema
La forêt nationale de Winema est une forêt fédérale protégée de l'Oregon (États-Unis). Elle a été fréquentée par 498 000 visiteur en 2006.
La forêt est nommée en l'honneur de Toby "Winema" Riddle.